# Eduard Táborský
Eduard Táborský (18. března 1910 Praha – 12. listopadu 1996 Austin byl český diplomat, osobní tajemník Edvarda Beneše během druhé světové války.

## Život
Vystudoval právnickou fakultu Univerzity Karlovy, po dvouleté službě ve vojenské prokuratuře začal od roku 1937 působit v československé diplomacii.
V letech 1937-1938 byl osobním sekretářem ministra Kamila Krofty. Po německé okupaci Československa emigroval do Anglie. Od července 1939 až do konce války byl osobním tajemníkem a právním poradcem prezidenta Edvarda Beneše. Po skončení druhé světové války působil opět v diplomatických službách, od října 1945 do června 1948 byl československým velvyslancem ve Švédsku.  Po abdikaci prezidenta Beneše v červnu 1948 rezignoval na funkci vyslance a zůstal v exilu. Nejdříve působil jako docent srovnávací státovědy na stockholmské univerzitě. V roce 1949 odešel do USA a nastoupil na univerzitu v Austinu jako profesor politických věd.  V roce 1990 se stal čestným předsedou Společnosti dr. Edvarda Beneše.
V roce 1991 se stal nositelem  Řádu Tomáše Garrigue Masaryka III. třídy.

## Dílo (výběr)
- Pan president se nám vrátil (1945)
- Pravda zvítězila (1947)
- Naše nová ústava (1948)
- Prezidentův sekretář vypovídá 1 (1978)
- Prezident Beneš mezi Západem a Východem (1981)
- Prezidentův sekretář vypovídá 2 (1983)[1]
- Beneš z blízka (1994)